# Łopusznica
Łopusznica (ukr. Лопушниця) – wieś w rejonie samborskim (wczześniej w rejonie starosamborskim) obwodu lwowskiego Ukrainy. Wieś liczy około 506 mieszkańców. Podlega starzawskiej silskiej radzie.
Wieś starostwa przemyskiego w drugiej połowie XVI wieku, położona była na przełomie XVI i XVII wieku w ziemi przemyskiej województwa ruskiego.
W 1921 r. liczyła około 498 mieszkańców. Przed II wojną światową należały do powiatu dobromilskiego w województwie lwowskim.
Na zachód od wsi leżała dawniej wieś Łopuszanka, wyludniona w 1950 roku. Znajduje się tam najdalej na wschód wysunięty punkt obwodu lwowskiego.

## Ważniejsze obiekty
- Cerkiew greckokatolicka